# 경상북도 소방본부
경상북도 소방본부(慶尙北道 消防本部, Gyeongbuk Fire Service Headquarters)는 경상북도를 관할하는 경상북도청 산하의 소방본부이다. 경상북도 안동시 풍천면 갈전리 138-2에 위치하고 있다.
본부장은 소방감으로 보한다.
산하에 19개 소방서, 1개 소방학교, 1개 특수구조단을 두고 있다.

## 연혁
- 1945년 11월: 경상북도 경찰부 소방과 설치
- 1946년 4월: 경상북도 소방위원회 설치
- 1947년 2월: 경상북도 소방청 설치
- 1948년 11월: 경상북도 소방청 폐지, 경상북도 경찰국 소방과 설치
- 1950년 3월: 경상북도 경찰국 보안과 소방계로 축소
- 1975년 9월: 경상북도 민방위국 소방과 설치
- 1981년 7월: 대구직할시 분할, 소방업무 이관
- 1991년 12월: 소방업무를 기초자치업무에서 광역자치업무로 전환
- 1992년 4월: 경상북도 소방본부 설치
- 1994년 9월: 경상북도 소방학교 개교
- 1995년 6월: 경상북도 소방항공대 설치
- 2016년 2월 18일: 현 위치로 이전

### 역대 본부장
| 대수 | 이름   | 임기                               |
| ---- | ------ | ---------------------------------- |
| 1대  | 배재화 | 1992년 4월 8일 ~ 1993년 3월 31일   |
| 2대  | 이성규 | 1993년 4월 1일 ~ 1994년 10월 20일  |
| 3대  | 박태근 | 1994년 10월 21일 ~ 1998년 6월 30일 |
| 4대  | 이석준 | 1998년 7월 1일 ~ 2000년 1월 3일    |
| 5대  | 김차수 | 2000년 1월 4일 ~ 2001년 2월 12일   |
| 6대  | 강현호 | 2001년 2월 13일 ~ 2004년 1월 11일  |
| 7대  | 이상의 | 2004년 1월 12일 ~ 2006년 11월 6일  |
| 8대  | 권순경 | 2006년 11월 7일 ~ 2009년 9월 22일  |
| 9대  | 한상대 | 2008년 9월 23일 ~ 2011년 1월 28일  |
| 10대 | 조송래 | 2011년 3월 11일 ~ 2011년 9월 25일  |
| 11대 | 강태석 | 2011년 9월 26일 ~ 2012년 3월 28일  |
| 12대 | 박두석 | 2012년 3월 29일 ~ 2013년 5월 6일   |
| 13대 | 강철수 | 2013년 5월 7일 ~ 2015년 7월 5일    |
| 14대 | 우재봉 | 2015년 7월 6일 ~ 2017년 7월 26일   |
| 15대 | 최병일 | 2017년 7월 27일 ~ 2018년 10월 4일  |
| 16대 | 이창섭 | 2018년 10월 5일 ~ 2019년 6월 30일  |
| 17대 | 남화영 | 2019년 9월 23일 ~ 2020년 12월 31일 |
| 18대 | 김종근 | 2021년 1월 1일 ~ 2022년 1월 2일    |
| 19대 | 이영팔 | 2022년 1월 3일 ~ 2023년 12월 31일  |
| 20대 | 박근오 | 2024년 1월 1일 ~ 2024년 10월 28일  |
| 21대 | 박성열 | 2024년 10월 28일 ~                 |

## 조직
| - 소방행정과 - 소방행정팀 - 기획조직팀 - 예산회계팀 - 청문감찰팀 | - 대응예방과 - 대응총괄팀 - 소방장비팀 - 예방홍보팀 - 시설지도팀 - 사법조사팀 | - 구조구급과 - 구조기획팀 - 구급품질팀 - 특수재난팀 - 구급상황관리팀 | - 119종합상황실 - 정보지원팀 - 소방통신팀 - 상황 1·2·3팀 - 특수구조단 |

## 주요 업무

### 소방감사담당관
- 소방업무 감사·감찰 등에 관한 사항
- 공직자재산등록, 공직윤리 및 청렴도 향상 등에 관한 사항
- 소방특별사법경찰 운영 및 소송 등 법무 업무 지원 등에 관한 사항
- 소방서ᐧ지방소방학교 정기종합감사 및 부분감사 등에 관한 사항

### 소방행정과
- 소방정책 기획, 성과분석·평가·관리 및 의회대응협력 등에 관한 사항
- 소방공무원 임용, 정원관리, 채용, 상훈, 복무관리 및 교육훈련 등에 관한 사항
- 직장협의회 등 조직문화 개선, 보건복지 및 안전관리 등에 관한 사항
- 소방공무원 후생복지 및 공무직보조인력 관리 등에 관한 사항

### 회계장비과
- 소방청사의 공사, 예산확보, 시설물 유지관리 등에 관한 사항
- 특별회계 운영, 예산편성 및 결산, 세입세출 외 현금관리 등에 관한 사항
- 화재 구조 구급 등 소방장비 및 물품 등 구매·현황관리 등에 관한 사항
- 소방장비 확인전검 및 중장기 보강계획 수립 등에 관한 사항

### 화재대응조사과
- 화재진압대책, 재난매뉴얼 개발, 의소대 및 소방용수 유지관리 등에 관한 사항
- 풍수해 자연재해 대비 대응, 소방활동 종합대책 등에 관한 사항
- 화재원인의 조사·분석·감식 및 화재 통계관리 등에 관한 사항
- 주요행사장 안전관리 및 대책 수립 등에 관한 사항

### 구조구급과
- 구조·구급행정의 법령 재·개정, 기본계획 수립·조정 등에 관한 사항
- 구조·구급대원 품질관리, 분석ᐧ평가 및 안전관리 등에 관한 사항
- 구조·구급활동 통계관리 분석 및 구조구급 정책 수립 등에 관한 사항
- 구조·구급활동 관련 기관 및 단체와의 협력 등에 관한 사항

### 예방안전과
- 소방시설 설계·감리·점검업 및 공사업 지도·감독 등에 관한 사항
- 특별조사, 안전관리자 지도감독 및 소방홍보 등에 관한 사항
- 위험물 시설 안전관리 및 지도·감독·단속 등에 관한 사항
- 119소년단 체험관 관리, 어린이 청소년 소방안전교육 등에 관한 사항

### 특수구조단
- 지진·테러·화생방·국지도발 등 특수재난 대응대책 등에 관한 사항
- 소방항공대 운항ᐧ관리 및 소방헬기의 유지관리 등에 관한 사항
- 테러·CBRNE 사고위험정보 수집관리, 초동대응 및 인명구조 활동 등에 관한 사항
- 특수·대형 재난 발생시 구조 활동 및 지휘·통제 등에 관한 사항

### 종합상황실
- 화재·구조·구급 등 신고접수·지령 및 상황 관제 등에 관한 사항
- 재난상황 총괄 정보수집·전파 및 상황보고 등에 관한 사항
- 긴급구조시스템, 소방정보화시스템 및 소방통신망 구축 유지관리 등에 관한 사항
- 의료상담 등 구급상황관리 등에 관한 사항

## 산하기관
| - 포항북부소방서 - 포항남부소방서 - 경주소방서 - 김천소방서 - 안동소방서 | - 구미소방서 - 영주소방서 - 상주소방서 - 문경소방서 - 경산소방서 | - 의성소방서 - 고령소방서 - 성주소방서 - 칠곡소방서 - 울진소방서 | - 영천소방서 - 영덕소방서 - 청도소방서 - 청송소방서 - 예천소방서 - 봉화소방서 - 경상북도 소방학교 - 경상북도 특수구조단 |

## 같이 보기
- 대한민국 소방청
- 대한민국의 소방
- 대한민국 소방공무원